# Emmanuel Basse Vitalis
Pour les articles homonymes, voir Vitalis.
Emmanuel Basse Vitalis (Ambert, 14 mars 1852 - Clermont-Ferrand, 7 mai 1914) était un industriel français originaire de Saint-Étienne-sur-Blesle qui développa très tôt l'extraction et le traitement de l’antimoine en Auvergne, le long de la petite vallée de la Sianne. 

## Biographie
Né en 1852 à Ambert (Puy-de-Dôme) dans une famille de négociant, Emmanuel Basse fit ses études chez les jésuites à Saint-Étienne, puis obtint une licence en droit à Clermont-Ferrand.
Il a épousé Marguerite Vitalis, fille de Léon Vitalis, un important fabricant de tissus pour l’armée et les collectivités, basé à Lodève. Peu de temps après, il achète au comte de Mourgue le château de La Fage à Saint-Étienne-sur-Blesle puis se lance dans l’antimoine, pourvu alors d'un potentiel intéressant, grâce à plusieurs concessions, dont l’importante mine d'antimoine de Pressac, qui s’étend jusqu’à la vallée de la Sianne et qu'il décida de pourvoir d'une fonderie.
Nichée dans les gorges de l’Alagnon, au Babory-de-Blesle, sur les confins du massif du Cézallier, l'usine d'Emmanuel Basse Vitalis est idéalement située, au confluent de la petite vallée de la Sianne, qui desservait ses gisements d'antimoine. 
Quelques années plus tard cependant, un autre fondeur installé trente kilomètres plus au nord, à Brioude, dans le Cantal, vient le concurrencer en créant en 1886 au même endroit une fonderie d'antimoine, forte du dépôt deux ans plus tard d'un nouveau brevet d'affinage par "grillage volatilisant". Le nouveau venu, Emmanuel Chatillon, acquit aussi plusieurs mines d'antimoine de la vallée et obtint la concession des mines d'antimoine et autres minerais connexes de Conche (Cantal), par un décret du Président de la République du 20 avril 1893. 
Lors de la guerre russo-japonaise de 1904 et 1905, Emmanuel Basse Vitalis refusa de revenir sur un contrat de livraison, pour une question de principe, malgré les importantes hausses des cours de l’antimoine, ce qui accrût les difficultés financières de l’entreprise face aux concurrents.
En 1914, le départ de ses cinq fils pour la Première Guerre mondiale fut un énorme choc familial. L’exploitation de la mine et de sa fonderie devint de plus en plus difficile, par manque de main-d’œuvre. Du coup, juste avant la guerre, Emmanuel Basse Vitalis a été obligé de la céder à son concurrent direct. Diabétique, désespéré, en difficultés financières, il mit fin à sa vie en 1914.